# Kandar Sidi Khiar
Kandar Sidi Khiar  (in arabo كندر سيدي خيار‎?) è un centro abitato e comune rurale del Marocco situato nella provincia di Sefrou, regione di Fès-Meknès. Conta una popolazione di 9 323 abitanti (censimento 2014).